# Альберт Надь
Альберт Надь (серб. Albert Nađ / Алберт Нађ, угор. Nagy Albert, нар. 29 жовтня 1974, Земун) — сербський футболіст угорського походження, що грав на позиції півзахисника.
Значну частину кар'єри провів у складі «Партизана», за який провів понад 200 матчів. Також виступав у складі збірної Югославії на чемпіонаті Європи 2000 року та у складі збірної Сербії і Чорногорії на чемпіонату світу 2006 року.

## Клубна кар'єра
У дорослому футболі дебютував 1992 року виступами за столичний «Партизан», в якому провів чотири сезони, взявши участь у 111 матчів чемпіонату. За цей час з командою став триразовим чемпіоном СР Югославії, а також одного разу виграв національний кубок.
Згодом з 1996 по 2001 рік грав в Іспанії у складі клубів «Реал Бетіс», «Реал Ов'єдо» та «Ельче». Своєю грою знову привернув увагу представників тренерського штабу «Партизана», до складу якого повернувся влітку 2002 року. Цього разу відіграв за белградську команду наступні п'ять сезонів своєї ігрової кар'єри. Більшість часу, проведеного у складі «Партизана», знову був основним гравцем команди і виграв з командою два чемпіонату Сербії і Чорногорії.
З 9 серпня по листопад 2007 року виступав за клуб російської Прем'єр-ліги «Ростов», який за підсумками чемпіонату, зайнявши в ньому останнє місце, вибув в перший дивізіон. Незважаючи на нову пропозицію від «Ростова», Надь вирішив покинути Росію.
Завершив професійну ігрову кар'єру у клубі «Чукарички», за команду якого виступав протягом 2008—2009 років.

## Виступи за збірні
23 грудня 1994 року дебютував в офіційних матчах у складі національної збірної Югославії в програному 0:2 товариському матчі проти збірної Бразилії.
У складі збірної Югославії брав участь у чемпіонаті Європи 2000 року у Бельгії та Нідерландах, де зіграв в матчах проти Словенії (3:3) і Норвегії (1:0), а команда дійшла до чвертьфіналу.
У складі збірної Сербії і Чорногорії був учасником чемпіонату світу 2006 року у Німеччині, де був основним гравцем і зіграв у всіх зустрічах збірної: проти Нідерландів (0:1), Аргентини (0:5) і Кот-д'Івуару (2:3).
Після зникнення збірної Сербії і Чорногорії перестав викликатись до національної команди. Всього протягом кар'єри у національній команді, яка тривала десять років, провів у формі головної команди країни 45 матчів, забивши 3 голи.

## Тренерська кар'єра
Після завершення ігрової кар'єри Надь працював у «Партизані» на адміністративних посадах. У грудні 2009 року його було призначено спортивним координатором клубу, відповідальним за роботу скаутів. У травні 2013 року рада директорів клубу призначив Надя спортивним директором «Партизана». Його єдиний сезон у цій якості виявився для клубу вкрай невдалим — уперше за сім років йому не вдалося виграти чемпіонат Сербії. У грудні 2013 року був звільнений тренер Вук Рашович, а в травні 2014 року пішов зі своєї посади і Надь, з яким не стали підписувати новий контракт.
У січні 2017 року він став спортивним директором команди сербського нижчолігового клубу «Раковиця», і того ж року був призначений тренером цього клубу, що стало його першою тренерською роботою в кар'єрі.
У серпні 2019 року Надь повернувся в «Партизан» і приєднався до штабу Саво Милошевича на посаду асистента. Втім вже менше ніж через три місяці покинув посаду, аби очолити фарм-клуб «Партизана» «Телеоптик».
У серпні 2022 року він знову повернувся у «Партизан» і став помічником Гордана Петрича, а потім і його наступника Ігора Дуляя. 29 квітня 2024 року, за п'ять матчів до кінця сезону 2023/24, він був призначений тимчасовим головним тренером «Партизана», замінивши Ігоря Дуляя, який був звільнений.

## Статистика
| Чемпіонат           | Чемпіонат           | Чемпіонат           | Ліга | Ліга |
| Сезон               | Клуб                | Ліга                | Ігри | Голи |
| Югославія           | Югославія           | Югославія           | Ліга | Ліга |
| ------------------- | ------------------- | ------------------- | ---- | ---- |
| 1992/93             | «Партизан»          | Перша ліга          | 25   | 1    |
| 1993/94             | «Партизан»          | Перша ліга          | 30   | 2    |
| 1994/95             | «Партизан»          | Перша ліга          | 30   | 3    |
| 1995/96             | «Партизан»          | Перша ліга          | 25   | 1    |
| Іспанія             | Іспанія             | Іспанія             | Ліга | Ліга |
| 1996/97             | «Реал Бетіс»        | Ла Ліга             | 30   | 0    |
| 1997/98             | «Реал Бетіс»        | Ла Ліга             | 26   | 1    |
| 1998/99             | «Реал Ов'єдо»       | Ла Ліга             | 27   | 1    |
| 1999/00             | «Реал Ов'єдо»       | Ла Ліга             | 16   | 0    |
| 2000/01             | «Реал Ов'єдо»       | Ла Ліга             | 3    | 0    |
| 2000/01             | «Ельче»             | Сегунда Дивізіон    | 16   | 1    |
| 2001/02             | «Реал Ов'єдо»       | Сегунда Дивізіон    | 24   | 0    |
| Сербія і Чорногорія | Сербія і Чорногорія | Сербія і Чорногорія | Ліга | Ліга |
| 2002/03             | «Партизан»          | Перша ліга          | 10   | 0    |
| 2003/04             | «Партизан»          | Перша ліга          | 24   | 0    |
| 2004/05             | «Партизан»          | Перша ліга          | 20   | 2    |
| 2005/06             | «Партизан»          | Перша ліга          | 28   | 2    |
| Сербія              | Сербія              | Сербія              | Ліга | Ліга |
| 2006/07             | «Партизан»          | Суперліга           | 9    | 1    |
| Росія               | Росія               | Росія               | Ліга | Ліга |
| 2007                | «Ростов»            | Прем'єр-ліга        | 7    | 0    |
| Сербія              | Сербія              | Сербія              | Ліга | Ліга |
| 2007/08             | «Чукарички»         | Суперліга           | 7    | 0    |
| 2008/09             | «Чукарички»         | Суперліга           | 24   | 2    |
| Країна              | Югославія           | Югославія           | 111  | 8    |
| Країна              | Сербія і Чорногорія | Сербія і Чорногорія | 82   | 4    |
| Країна              | Сербія              | Сербія              | 43   | 2    |
| Країна              | Іспанія             | Іспанія             | 142  | 3    |
| Країна              | Росія               | Росія               | 7    | 0    |
| Всього              | Всього              | Всього              | 385  | 17   |

| Збірна Югославії | Збірна Югославії | Збірна Югославії |
| Роки             | Ігри             | Голи             |
| ---------------- | ---------------- | ---------------- |
| 1994             | 1                | 0                |
| 1995             | 6                | 1                |
| 1996             | 7                | 0                |
| 1997             | 6                | 0                |
| 1998             | 4                | 0                |
| 1999             | 5                | 2                |
| 2000             | 5                | 0                |
| Загалом          | 35               | 3                |

| Збірна Сербії | Збірна Сербії | Збірна Сербії |
| Роки          | Ігри          | Голи          |
| ------------- | ------------- | ------------- |
| 2004          | 1             | 0             |
| 2005          | 4             | 0             |
| 2006          | 5             | 0             |
| Загалом       | 10            | 0             |

## Досягнення
- Чемпіон СР Югославії: 1992-93, 1993-94, 1995-96
- Володар Кубка Югославії: 1993-94
- Чемпіон Сербії і Чорногорії: 2002-03, 2004-05